# 제어 버스
컴퓨터 아키텍처에서 제어 버스 또는 컨트롤 버스(control bus)는 시스템 버스의 일부이며 CPU가 컴퓨터 내의 다른 장치와 통신하는 데 사용된다. 주소 버스는 CPU와 통신하는 장치에 대한 정보를 전달하고 데이터 버스는 처리 중인 실제 데이터를 전달하는 반면, 제어 버스는 CPU에서 명령을 전달하고 장치에서 상태 신호를 반환한다. 예를 들어, 데이터를 장치에서 읽거나 쓰는 중이면 해당 라인(읽기 또는 쓰기)이 활성화된다(logic one).

## 같이 보기
- 버스 (컴퓨팅)
- 버스 마스터링